# Flagelación

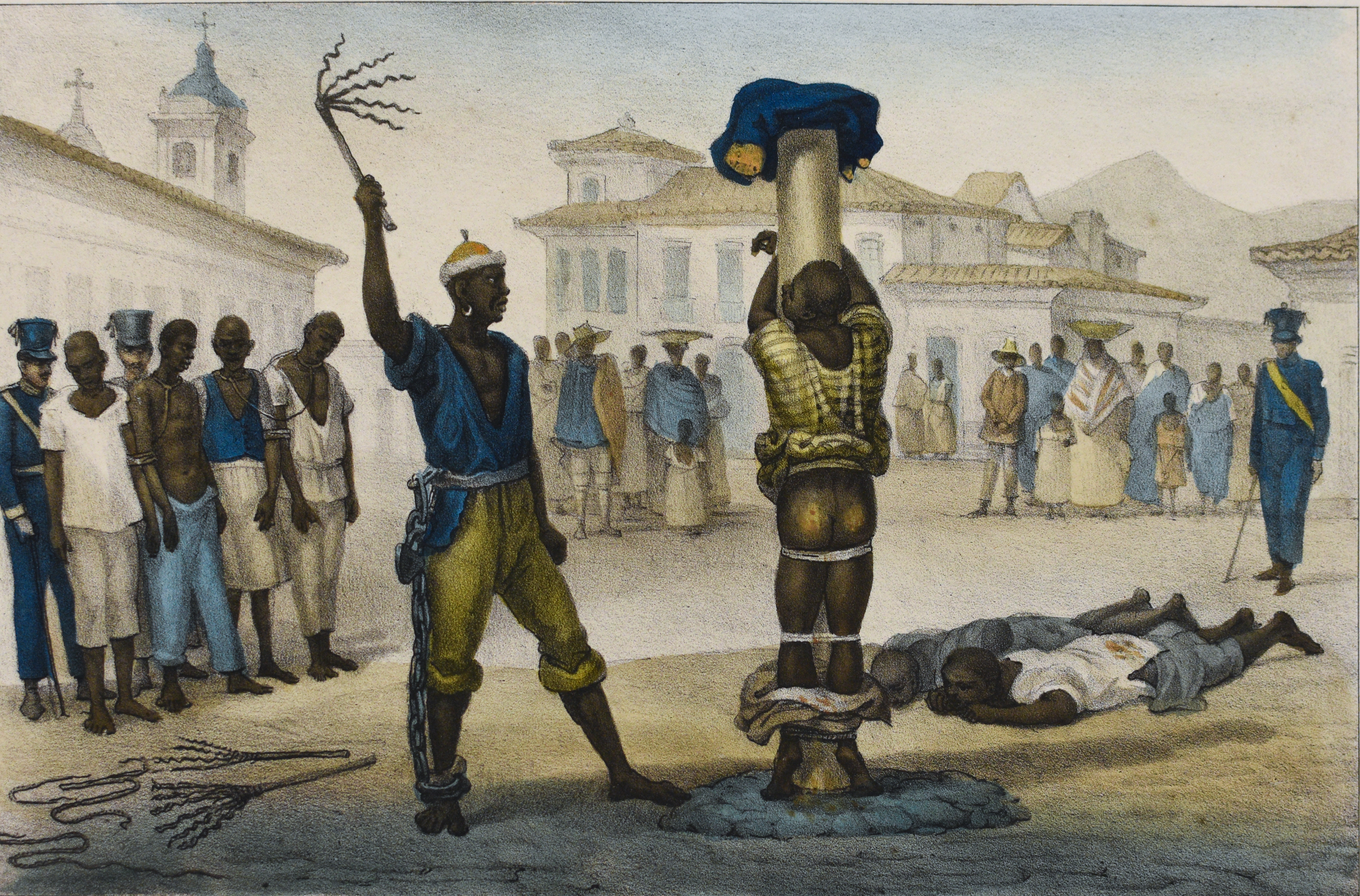
La flagelación pública de un esclavo, Brasil, década de 1830.

La flagelación (del latín flagellum, "látigo") es el acto de golpear metódicamente el cuerpo humano con implementos especiales como flagelos, látigos, correas, varas, cuerdas, etc. Generalmente la flagelación se aplica contra la voluntad del receptor como una forma de castigo corporal; sin embargo también puede recibirse voluntariamente o aplicarse sobre uno mismo en contextos religiosos o sadomasoquistas. Los latigazos se dirigen generalmente a la espalda desnuda del receptor, aunque en otros contextos se pueden aplicar sobre otras áreas del cuerpo. Los latigazos judiciales (pena de flagelación) suelen determinar un número, o repetirse hasta la pérdida de conocimiento o la muerte del condenado a tal castigo.

## Tipos de flagelación
- Forma de castigo físico y tortura:
  - Azotaina infligida contra los esclavos por los amos.
  - Azotaina doméstica (practicada como castigo por padres contra sus hijos) o escolar (practicada por los profesores contra sus alumnos), utilizando como látigos las correas, cinturones, férulas o palmetas. Con la evolución cultural de algunas sociedades, en muchos países dicho castigo ha sido prohibido, o no tolerado e incluso considerado delito. En muchos lugares de los Estados Unidos, las escuelas todavía emplean el castigo corporal bajo protección de la ley.[2]
  - Castigo público en ciertos países islámicos, cuando las personas no respetan los principios de la religión, como sexo fuera del matrimonio, consumo de bebidas alcohólicas, etc.

- Método de tortura: practicado para arrancar confesiones a la víctima durante todas las épocas y por diversas instituciones.

- Práctica sexual: parte de parafilias, como el sadismo o el masoquismo.

- Práctica religiosa: la autoflagelación como forma de mortificación de la carne por motivos religiosos; por ejemplo, la que practicaban los miembros del movimiento flagelante cristiano en el siglo XIII y los musulmanes (particularmente los pertenecientes al chiismo) y aún algunos movimientos cristianos en la actualidad.

## Historia

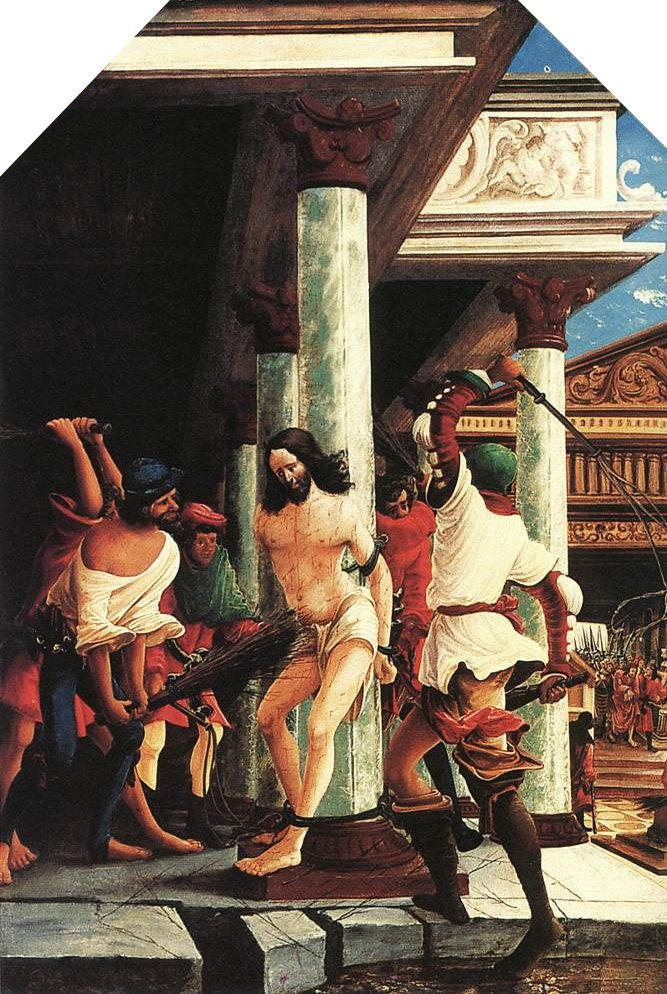
La flagelación, de Altdorfer.

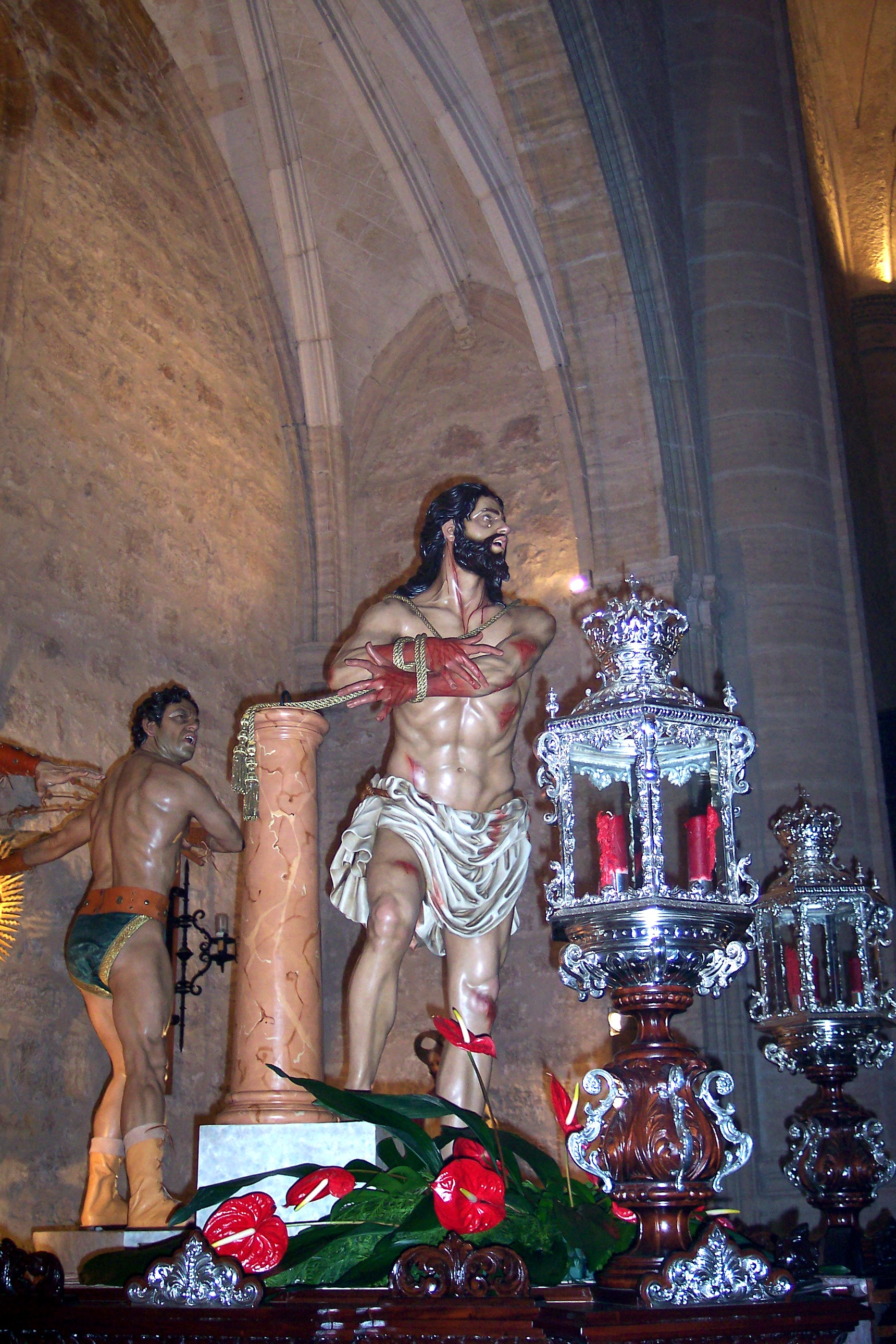
Paso de la flagelación de Cristo en Villarrobledo.

La flagelación ha sido usada en todos los tiempos y todas las épocas, aunque más especialmente por los judíos. El reo lo sufría en la Sinagoga ante tres jueces y recibía trece azotes con un látigo armado de tres correas. 
En Grecia y Roma, la flagelación era más atroz aún y más infamante que la fustigación y solo se aplicaba a los esclavos y criminales condenados a morir en la cruz, ocurriendo muy frecuentemente que el reo falleciese a causa de los azotes. 
En la Iglesia católica, la flagelación era una pena disciplinaria. Entre otros, el conde Raimundo de Tolosa fue flagelado al pie del altar por haber favorecido a los albigenses. También fue usada como método de tormento por la Inquisición. Sin embargo, se infligía más a menudo como penitencia, sobre todo, en los conventos. Durante la Edad Media y aun hasta el siglo XIX hubo muchas cofradías de disciplinantes que se flagelaban, bien a oscuras en los templos, bien públicamente en las procesiones.
En la Rusia zarista, sobre todo bajo el reinado de Pedro el Grande, la flagelación era una atroz forma de pena de muerte, pues consistía en matar deliberadamente al reo a latigazos, los cuales no paraban de lloverle hasta que estuviese muerto.
La pena de flagelación o azotes subsistió en Inglaterra y en Dinamarca hasta el siglo XX.

### Flagelación del Helesponto
Fue un castigo ritual al mar que ordenó el rey aqueménida Jerjes I durante la segunda guerra médica.

### Flagelación de Cristo
Según los escritos bíblicos, entre las torturas a las que sometieron a Jesucristo estuvo la flagelación.
La flagelación de Cristo es un tema iconográfico muy frecuente en el arte cristiano.
- La flagelación (Piero della Francesca)
- La flagelación de Cristo (Caravaggio)

También es muy frecuente como paso de Semana Santa:
- Santísimo Cristo del Granizo
- Cofradía de la Flagelación   (desambiguación)

### Flagelación erótica
En el siglo XVII, Johann Heinrich Meibomius, en su libro Tractatus de usu flagrorum in re medica et veneria (1639), describió las conexiones subyacentes entre flagelación y erotismo.
Entre los siglos XVIII y XIX la práctica de la flagelación con implicaciones eróticas se extendió considerablemente. En Gran Bretaña la flagelación erótica se convirtió en un fenómeno social, a partir del cual se generó abundante literatura e iconografía (Fanny Hill, de John Cleland; A Full and true account of the wonderful misión of Earl Lavender, de John Davidson, etc.). Por eso también se conoce como disciplina inglesa. En Francia, la flagelación erótica se convirtió en una de las prácticas más demandadas por los clientes de los burdeles de París alrededor de 1900. Al mismo tiempo, entre el siglo XIX y las primeras décadas del XX, se publicó en Francia una gran cantidad de libros centrados en la flagelación erótica, con autores especializados como Aimé Van Rod, Jean de Villiot, Jean de Virgans, Jean Fauconney (Jaf y Saldo), entre otros. La práctica de la flagelación erótica también está documentada en España desde el siglo XIX.
A lo largo del siglo XX la flagelación erótica o Disciplina inglesa converge gradualmente con otras prácticas sadomasoquistas afines como el bondage o ataduras, la dominación/sumisión , el fetichismo, etc. quedando todas ellas  englobadas dentro del BDSM.